# Rüenberger Venn
Rüenberger Venn este o arie protejată (arie specială de conservare — SAC, sit de importanță comunitară — SCI) din Germania întinsă pe o suprafață de 25,43 ha, integral pe uscat.

## Localizare
Centrul sitului Rüenberger Venn este situat la coordonatele 52°14′32″N 7°04′28″E / 52.2422°N 7.0744°E.

## Înființare
Situl Rüenberger Venn a fost declarat sit de importanță comunitară în martie 2001 pentru a proteja 1 specie de plante. Situl a fost protejat și ca arie specială de conservare în decembrie 2014.

## Biodiversitate
Situată în ecoregiunea atlantică, aria protejată conține 6 habitate naturale: Ape stătătoare oligotrofe până la mezotrofe, cu vegetație de Littorelletea uniflorae și/sau de Isoëto-Nanojuncetea, Lacuri și iazuri distrofice naturale, Pajiști umede nord-atlantice cu Erica tetralix, Pajiști uscate europene, Depresiuni pe substraturi de turbă de Rhynchosporion, Mlaștini împădurite.
La baza desemnării sitului se află o specie protejată de  plante: Luronium natans.
Pe lângă speciile protejate, pe teritoriul sitului au mai fost identificate 23 de specii de plante, 1 specie de amfibieni, 2 specii de nevertebrate.